# John Neumeier
John Neumeier (ur. 24 lutego 1939 w Milwaukee) – amerykański tancerz baletowy, choreograf i dyrektor teatru.

## Życiorys
John Neumeier urodził się 24 lutego 1939 w Milwaukee, w stanie Wisconsin, w Stanach Zjednoczonych, w polsko-niemieckiej rodzinie. W 1961 uzyskał licencjat w dziedzinie literatury angielskiej i studiów teatralnych na Marquette University. Tam też stworzył pierwsze prace choreograficzne. W latach 1960–1962 tańczył w Sybil Shearer Company.
W 1962 rozpoczął studia londyńskiej Royal Ballet School. W 1963 rozpoczął pracę jako tancerz i choreograf z Balecie Stuttgarckim (niem. Stuttgarter Ballett).
Od 1973 związany jest z Baletem Hamburskim (niem. Hamburg Ballett), początkowo jako dyrektor artystyczny i naczelny choreograf.  Za jego sprawą, od 1975 roku, na koniec każdego sezonu organizowane są Hamburskie Dni Baletu. W 1978 założył Szkołę Baletu Hamburskiego. W 1996 został dyrektorem generalnym Baletu Hamburskiego.
W 2006 powołał Fundację Johna Neumeiera, chroniącą jego kolekcję obiektów związanych z historią tańca i baletu.
W 2011 stworzył Narodowy Balet Młodzieżowy (niem. Bundesjugendballett) z siedzibą w Hamburgu. Został jego dyrektorem i opiekunem artystycznym.

## Twórczość
John Neumeier opracował choreografię i wyreżyserował ponad 120 baletów, w tym:
- 1971, Romeo i Julia z muzyką Prokofjewa[2][3][5]
- 1971, Dziadek do orzechów[2][5]
- 1975, Trzecia symfonia Gustava Mahlera[2]
- 1976, Iluzje, jako Jezioro łabędzie[2]
- 1977, Sen nocy letniej z muzyką Mendelssohna i Ligetiego[3]

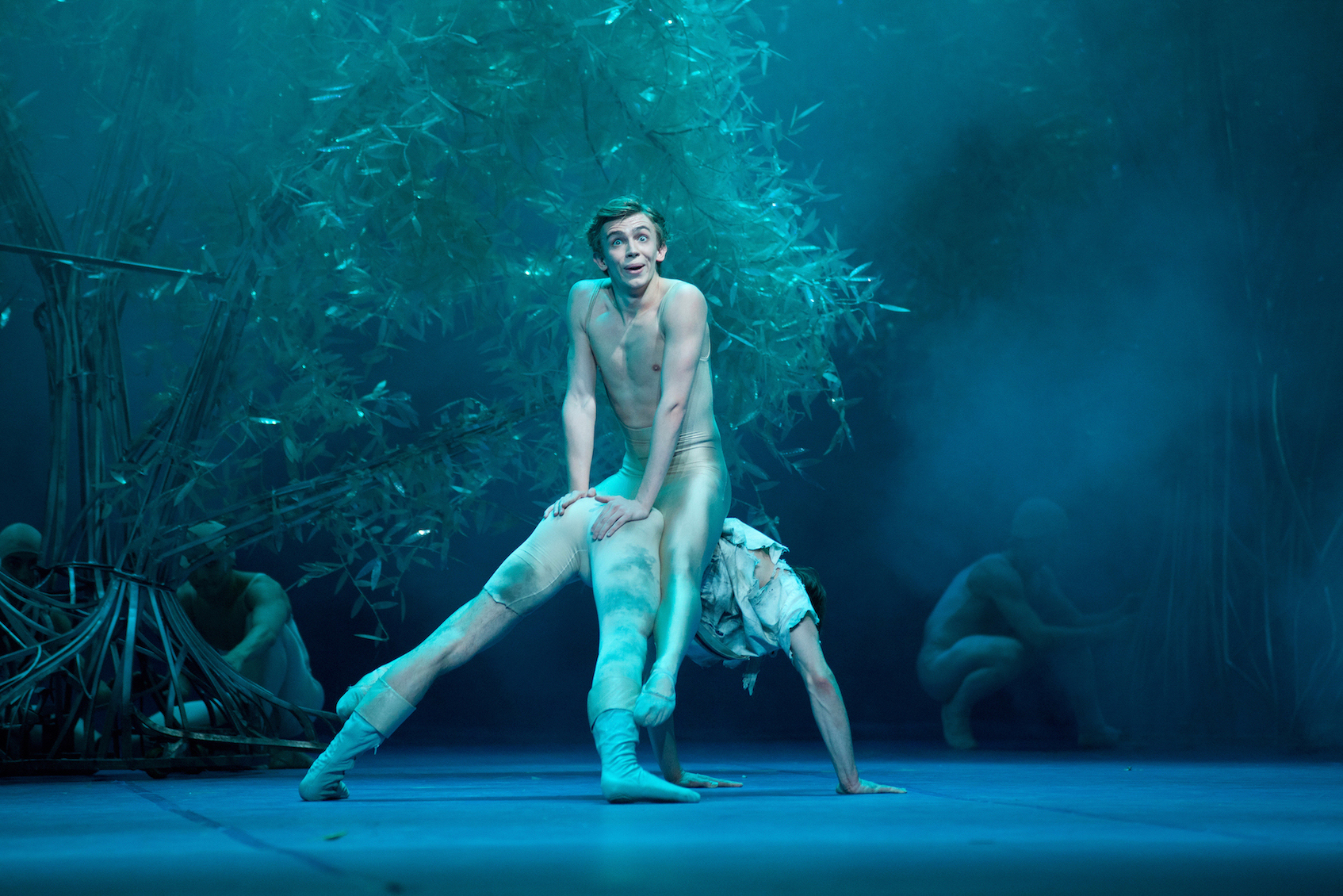
„Sen nocy letniej”, choreografia John Neumeier, Polski Balet Narodowy

- 1978, Dama kameliowa z muzyką Chopina[2][3]
- 1978, Śpiąca królewna[2]
- 1985, Otello, z muzyką Pärta[2][3]
- 1995, Odyseja[2]
- 2000, Niżyński[2]
- 2005, Mała syrenka[2]
- 2011, Liliom[2]
- 2014, Tatjana[2]
- 2017, Anna Karenina[5]
- 2018, Beethoven Project[5]
- 2019, Szklana menażeria[5]

## Nagrody i wyróżnienia
- 1988, Deutscher Tanzpreis[6]
- 1992, Prix Benois de la Danse: za choreografię[7]
- 2003, kawaler Orderu Legii Honorowej[1]
- 2006, Nagroda Niżyńskiego[1][2]
- 2007, Herbert von Karajan Musikpreis[1][2]
- 2008, Deutscher Tanzpreis[6]
- 2011, krzyż komandorski Orderu Zasługi RFN[8]
- 2012, rosyjski Order Przyjaźni[9]
- 2013, złoty medal „Zasłużony Kulturze Gloria Artis”[10]
- 2015, Nagroda Kioto w dziedzinie sztuki i filozofii[2]
- 2016, Prix Benois de la Danse: za całokształt[11]
- 2017, Prix de Lausanne: nagroda za całokształt twórczości[12]
- 2021, duński medal „Ingenio et arti”[13]
- 2023, Pour le Mérite za Naukę i Sztukę[14]